# Махнівка (Хмільницький район)
Ма́хнівка (у 1935—2016 — Комсомольське) — колишнє містечко (центр повіту, волості, району), нині село в Україні, адміністративний центр Махнівської сільської громади Хмільницького району Вінницької області. Населення  — 3467 осіб.
До складу Махнівської сільської громади входять села: Безіменне, Вовчинець, Куманівка, Листопадівка, Мала Клітинка, Молодіжне, Молотківці, Немиринці, Перемога, Поличинці, Тернівка, Туча, Хліборобне, Чернички, Юрівка, селище Садове, Мшанець, Марківці, Медведівка.

## Географія
Махнівка розташована повністю у зоні лісостепу, у Дністровсько-Дніпровській лісостеповій провінції на Придніпровській височині (на висотах 250—300 м над рівнем моря). На південь від села лежить найвища її точка — 323 метри над рівнем моря (за іншими даними, найвища точка — у селі Куманівка).
Населений пункт лежить у межах лісостепових лучно-степових, височинних і терасових ландшафтах. Рослинність злакова. Ґрунти типові опідзолені, середнього типу (45—65 б.). Типові, мало та середньо опідзолені.
Гідрологічна мережа досить густа. Прісною водою село забезпечене. Тип живлення річок — підземний та дощовий.
У селі річка Безіменна впадає у Гнилоп'ять, праву притоку Тетеріва.

## Населення

### Мова
Розподіл населення за рідною мовою за даними перепису 2001 року:
| Мова       | Кількість | Відсоток |
| ---------- | --------- | -------- |
| українська | 3334      | 96,16 %  |
| циганська  | 70        | 2,02 %   |
| російська  | 58        | 1,67 %   |
| польська   | 2         | 0,06 %   |
| вірменська | 2         | 0,06 %   |
| румунська  | 1         | 0,03 %   |
| Всього     | 3467      | 100 %    |

## Історія
Предок магнатів Тишкевичів отримав ці землі у 1430 від Великого князя Литовського Свидригайла.
У 1483 та 1583 роках поселення руйнували татари.
На початку XVII століття Махнівка належала трьома частками Антонію Потоцькому, а чвертю — князям Радзівілам. Селище розрослося, у ньому спорудили кам'яний замок і монастир бернардинців, на який надав кошти Януш Тишкевич.
Після перемоги запорозьких козаків під Жовтими Водами й Корсунем над польською шляхтою визвольний рух поширився на все Поділля. Визвольна боротьба на Брацлавщині ще більше активізувалась з приходом сюди в червні 1648 року 10 тисячного війська запорізьких козаків на чолі з Максимом Кривоносом. Тоді ж були визволені від польської шляхти міста-фортеці Тульчин, Брацлав і Погребище. Під Махнівкою відбулася перша битва між повстанськими загонами, якими керував сподвижник Кривоноса — полковник Гиря і військом князя Яреми Вишневецького. 25 липня повстанці оволоділи Барською фортецею, яка в руках польської шляхти була своєрідним ключем до східного Поділля.
Після Андрусівського миру 1667 року Махнівка знову відійшла до Речі Посполитої.
Після 1690 року монастир бернардинців був знищений Семеном Палієм
У 1766 році помер тогочасний власник Махнівки Антоній Міхал Потоцький, воєвода белзький, староста гусовський. 
Пізніше його онук, Антоній Протазій (Прот) Потоцький, староста гусовський, пізніше воєвода Київський, зробив її своєю резиденцією. Махнівку називали Малою Варшавою, вона стала називатися мурованою, розвалини тих мурів було видно ще й на початку XX століття. Прот Потоцький збудував свій палац і заклав парк у англійському стилі. З палацу до кінця XIX століття не зосталося й сліду. У 1791 році король Станіслав Август дав місту привілей renovationis. У ці роки у містечку існувала уніатська церква святого Юрія (Бердичівської протопопії),  священником, в якій 8 грудня 1773 року  львівський, галицький і кам'янецький єпископ УГКЦ Лев Шептицький призначив Тита Татаринського.
Приблизно 1800 року було побудовано новий костел РКЦ.
У 1820-х роках відкрито дворянське повітове училище.
У містечку граф Прот Потоцький, за прикладом свого родича, що влаштував у Тульчині маєток, взявся збудувати схожу резиденцію в своїй Махнівці. Спорудив багато кам'яних будівель: латинський костел, різноманітні громадські будівлі, будівлю для свого управління, для різноманітних посадових осіб. Він же добився зволення перейменувати село Махнівка на містечко та переманив з Бердичева багато євреїв та шляхти для переселення. У 1793 засновано друкарню. У 1796 році були влаштовані повітові присутні місця, а Махнівка стала повітовим містечком Київської губернії. Однак швидке зростання та розвиток Бердичева призвело до занепаду Махнівки. Та ще й пожежа 1841 року зруйнувала більшість будівель. Згодом у 1846 році всі повітові присутні місця переведені до Бердичева.
У 1845 році Махнівка була волосним містечком Махнівського повіту Київської губернії, але поступово занепала, позаяк її оминули залізничні шляхи.
У 1846 році всі повітові присутні місця переведені до Бердичева, Бердичів з містечка став повітовим містом, а повіт перейменований на Бердичівський. Махнівка стала власницьким містечком.
У 1861 році відкрито парафіяльну школу.
Станом на 1885 рік у колишньому власницькому містечку, центрі Махнівської волості, мешкало 955 осіб, було 152 дворові господарства, діяли дві православні церкви, католицькі костел і каплиця, синагога, 4 єврейські молитовні будинки, школа, поштова станція, два заїзди, два постоялі будинки, 81 крамниця, водяний млин і вітряк, екіпажний завод. Щовівторків збиралися ярмарки.
За переписом 1897 року кількість мешканців зросла до 5343 осіб (2577 чоловічої статі та 2766 — жіночої), з яких 2149 — православної віри, 2435 — юдейської, 759 — римо-католицької, існував римо-католицький костел Св. Яна Непомуцена.
З 1923 року село перебувало у складі Бердичівського району. 27 березня 1925 року адміністративний центр Бердичівського району перенесений з Бердичева до Махнівки, а район перейменований на Махнівський.
У 1935 році назву містечка змінено на Комсомольське з відповідним перейменування району.
14 липня 1941 року німецько-фашистські загарбники окупували село і до 9 вересня стратили всіх євреїв. Районний центр, як і ввесь Комсомольський район, входив до складу Хмільницької округи.
У 1962 році, в ході адміністративно-територіальної реформи, Комсомольський район було ліквідувано.
З 2015 року Махнівську сільську раду очолює П. В. Кузьмінський.
12 травня 2016 року відбулась історична подія — селу відновлена його історична шестисорічну назву Махнівка Постановою Верховної Ради України № 4468.
Махнівська сільська громада — єдина в районі, яка підтримує тристоронню угоду про співпрацю з містечками країн Європейського Союзу — Польщі та Німеччини. Розпочав цю співпрацю Бортняк Микола Григорович, який свого часу працював сільським головою, налагодивши взаємні тісні дружні стосунки з містом-побратимом Старе Място (Польща). У 2006 році була підписана угода про дружбу з містом Міттенвальде (Німеччина).
23 грудня 2018 року свій вибір на користь Православної Церкви України зробила громада храму УПЦ МП Різдва Пресвятої Богородиці.
12 червня 2020 року, відповідно до розпорядження Кабінету Міністрів України № 707-р «Про визначення адміністративних центрів та затвердження територій територіальних громад Вінницької області», затверджено склад Махнівської сільської громади.
19 липня 2020 року, в результаті адміністративно-територіальної реформи та ліквідації Козятинського району, село увійшло до складу новоутвореного Хмільницького району.

## Господарство
На базі колишнього колгоспу «Росія» у 2001 році утворено СТОВ «Мрія». З 1990 року господарством керує А. Е. Дроздович.
На землях Махнівської сільської ради функціонують 7 фермерських господарств: СФГ «Ніка-Д» — А. І. Дроздович, СФГ «Мрія» — П. П. Шостак, СФГ «Золотий колос» — О. М. Тарадай, СФГ «Золота нива» — М. Д. Волинець, СФГ — С. Е. Барановська, СФГ «Марківці» — І. М. Ботіна, СФГ «Олійник» — О. В. Олійник.
Відкрите акціонерне товариство Комсомольське СП «Агромаш» під новою назвою було зареєстровано з вересня 1995 р. Його було реорганізовано із колишнього відділення «Сільгосптехніки». Підприємство ремонтує сільськогосподарську техніку, виробляє нову продукцію: бруківку, кабелі, запчастини до комбайнів техвузлів для них.
Швейна фабрика ЗАТ «Калина» реорганізована із швейного цеху «Подолянка», підпорядкованого Калинівській швейній фабриці. Спеціалізується на пошитті чоловічих сорочок та жіночих блуз.
В селі діє ТОВ «Абрефлекс Україна» (керівник М. М. Ховрах), яке виготовляє безперервну шліфувальну стрічку для обробки деревини.
В селі зареєстровано 51 підприємець малого та середнього бізнесу. Надають послуги населенню 2 перукарні, 2 майстерні побутового обслуговування, 5 кафе-барів, 15 магазинів

## Соціальна сфера
З січня 2008 по лютий 2020 року Махновського середню школу І—ІІІ ст. очолював О. В. Науменко. В школі працює 2 комп'ютерних класи, бібліотека, спортивний зал, їдальня.
Великий внесок у розвиток школи зробила її директор Надія Степанівна Степанишина, яка протягом багатьох років працювала вчителем англійської мови. Дошкільнята мають змогу відвідувати ДНЗ «Ромашка», який понад 30 років очолювала (до листопада 2020 року) Г. В. Барчук.
У 2006 році створено культурний комплекс, що об'єднує СБК, бібліотеку для дорослих, бібліотеку для дітей, музичну школу.
З 1992 року костел зустрів прихожан. Настоятелем призначений Ян Дзядкевіч.

## Міжнародна співпраця

### Махнівка (Україна)— Старе Място (Польща)
Співпраця у рамках партнерських зв'язків з громадами інших країн Євросоюзу має значний вплив на розвиток малих територіальних осередків в Україні.
Обмін інформацією і досвідом між органами місцевого самоврядування, освітніми установами та громадськими організаціями, комунальними підприємствами сприяють налагодженню дружніх контактів та мають велике значення для налагодження, розвитку міжнародної співпраці та встановленню товариських зв'язків між жителями територіальних громад. З ініціативи Міжнародного Товариства «Україна-Польща» 5 квітня 2004 року був підписаний договір про співпрацю громади села Комсомольське (Махнівка) з польським містом Старе Място Конінського повіту Великопольського Воєводства. З цього часу розпочались дружні зв'язки двох громад. Спочатку це були обміни делегацій-представників місцевого самоврядування, знайомство з історичними пам'ятками, розробка основних напрямків роботи та взаємних контактів. Були окреслені основні вектори співпраці у культурній, освітній, туристичній областях, обговорювались можливості співробітництва між комунальними закладами, громадськими організаціями, а також обмін досвідом задля розвитку обох громад.
Основні історичні віхи співпраці громади Махнівки (Україна) і гміни Старе Място (Польща)
05.04.2004 — підписання угоди про співпрацю.
- 03-17.08.2004 — відпочинок українських дітей у Польщі.
- 25-31.05.2005 — перебування делегації обласного товариства «Україна-Польща» у Старому Місті.
- 2004—2008 рр. — візити делегації з Комсомольського до Старого Мяста та участь у святкуванні Дня міста.
- 2006—2008 рр. — Участь делегації зі Старого Мяста у святкуванні Дня села Махнівки (до 2016 Комсомольське).

25-27.08 −2004 — візит делегації зі Старого Мяста у м. Вінниця у рамках святкування року Польщі в Україні.
- 04.03.2009 — Візит делегації товариства «Україна-Польща-Німеччина» Старе Място, передача гуманітарної допомоги для дітей з Комсомольського.
- 12.10-27.10.2009 — реалізація проєкту у рамках Польської програми закордонної допомоги Міністерства закордонних справ Республіки Польща. Навчання двох співробітників з громади Махнівки Бухгалтера — Гринчук Любові, секретаря — Сорочинської Валентини у гміні Старе Място.
- 15.09.2005 р. — польське місто Старе Място підписує угоду з німецьким містом Міттенвальде. На днях святкування Днів Староміських у травні 2006 року сільський голова Анатолій Лопатинський, який вперше відвідав Старе Място як офіційна особа, знайомиться з бургомістром з м. Міттенвальде (Німеччина) Уве Пфайффером. Взаємна симпатія, спільні погляди, розуміння один одного, залишають приємне враження у керівників обох громад.

### Махнівка—Міттенвальде
У вересні 2007 року представник бургомістрату Катрін Штігман зв'язується з Аллою Токовою, вчителем іноземних мов Комсомольської (Махнівської) СЗШ III ступеню, і передав в ході телефонної розмови запрошення делегації з Махнівки (Комсомольського) взяти участь у святкування 700-річчя м. Міттенвальде.
25.10—03.11.2007 року делегація з Махнівки (Комсомольського) перебувала з візитом у Німеччині м. Міттенвальде.
Міттенвальде, містечко, яке розташоване за 40 км від Берліна. Населення складає близько 10 тис. жителів, об'єднаних з 8 населених пунктів: Мотцен, Тьопхін, Шенкендорф, Галун, Рагов, Тельц, Брузендорф і Міттенвальде.
Перше перебування української делегації у жовтні 2007 року в Німеччині було насиченим і незабутнім.
Відвідування потужних підприємств, таких як «Вісман» і «ГААС», знайомство з історичними пам'ятками міста, відвідання шкіл та дитсадків, пожежної частини, зустрічі із представниками українського посольства в Берліні.
На святі була присутня і польська делегація, яку очолював війт гміни Старе Място Ришард Навроцкі.
Незабутнім моментом всієї зустрічі була посадка вишень у Міттенвальде. Представники трьох братніх громад — Уве Пфайффер з Міттенвальде, Ришард Навроцкі зі Старого Мяста та Анатолій Лопатинський із Махнівки (Комсомольського) саджали вишні, і як сказав Уве Пфайффер: «саме вишні, тому що ці дерева довго цвітуть і плодоносять. То ж нехай завжди квітне дружба між українським німецьким і польським народами, як квітнуть вишневі дерева у саду.»
Серпень 2008 р. — делегація з Міттенвальде у складі 8 чоловік вперше відвідала Махнівку (Комсомольське). У рамках перебування на українській землі представники німецької делегації були запрошені на зустріч у Вінницю товариством «Україна-Польща-Німеччина».
23.06—30.06 2009 року делегація з Махнівки (Комсомольського) взяла участь в урочистостях, присвячених 110-й річниці утворення пожежної команди з Міттенвальде.
30.06.2009 року урочисте підписаний безстроковий партнерський договір між громадами Міттенвальде та Махнівки.
Знайомство з містом Міттенвальде, що почалось із дружнього запрошення бургомістра Уве Пфайффера і було обіцяне голові села А. Г. Лопатинському у Польщі. Саме у Польщі (м. Старе Място) познайомились вони: сільський голова Анатолій Лопатинський та бургомістр м. Міттенвальде Уве Пфайффер і уже восени 2007 року перша делегація з Комсомольського завітала в Німеччину. Потім був візит німецьких друзів на урочистостях, з нагоди 17-ї річниці незалежності України.
З 23 по 30 червня 2009 року делегація з Махнівки у складі 5 осіб на чолі з головою села Анатолієм Лопатинським відвідала з дружнім візитом м. Міттенвальде (земля Бранденбург).
Делегація була запрошена на свято, приурочене 110-річниці створення пожежної частини м. Міттенвальде.
У перший день перебування делегація відвідала Потсдам, де була прийнята у ландстагу землі Бранденбург і була ознайомлена із Конституцією цієї землі та системою виборів до парламенту федеральної землі.
Екскурсія по місту познайомила з прекрасними палацами м. Потсдам — в першу чергу це палац Сан-Сусі, який є визначним зразком архітектурного мистецтва та ландшафтного дизайну, резиденцією прусського короля Фрідріха II. Цей парк занесений у список Всесвітньої культурної спадщин ЮНЕСКО.
Біля Постдаму розташоване містечко Вюнсдорф. Це військова база, яка пройшла три етапи існування. Понад 100 років це був військовий табір для військ Кайзера.
З 1935 по 1945 роки Вюнсдорф є головним військовим вузлом комунікацій Вермахту, у якому було побудовано 23 бункера і три танкові казарми. Хоч Гітлер не перебував тут, саме у цьому місті обговорювався план Барбаросса та його основні стратегічні дії. Після приходу військ генерала Конєва у 1945 році та підписання Потсдамської конференції, Вюнсдорф став головним комунікаційним вузлом Радянських військ. У 980 будівлях працювало 45 тис. осіб.
Наступним візитом делегації із Махнівки було російське поселення Александровка, російської колонії в Німеччині, походження якої тісно пов'язано з кампанією Наполеона в Росії 1812 року та дружбою прусського короля Фрідріха Вільгельма III з російським царем Олександром II. Зараз це музей-заповідник, де можна поринути у російську культуру в самому центрі Німеччини та побувати в чудовому фруктовому саду.
Відвідування Дрездена, його історичних місць — частина культурної програми перебування у Німеччині.
Особливо вразило махнівчан відвідування Дрезденської картинної галереї, де можна побачити власними очима шедевр Рафаеля «Сикстинська Мадонна»
Делегація відвідала столицю Німеччини та мала змогу познайомитись із визначними місцями одного з найкращих Європейських міст під час прогулянки на катері по річці Шпрей. А далі перед зором стали Рейхстаг, Бранденбурські ворота, пам'ятник радянському солдату-визволителю, Александр-плац та відома Телебашта.
Найголовнішим під час перебування делегації з Махнівки було ближче знайомство із громадою Міттенвальде.
Незабутнє враження залишило знайомство з роботою дитсадка та юнацького центру у населеному пункті Рагов, який також відноситься до Міттенвальде. Члени делегації були ознайомлені із роботою бургомістрату.
Була організована зустріч із депутатами громади, які поділились досвідом і організацією роботи по вирішенню найактуальніших питань громади. І як результат перебування — це підписання довгострокового партнерського договору між громадою Комсомольського та громадою Міттенвальде. До речі, ці громади мають ще одного спільного партнера, це громада Старе Място з Польщі. Махнівка працює з поляками з 2004 року, а з німцями з 2007 року.
Під час свого перебування делегація з Махнівки познайомилась із діяльністю об'єднання рибалок, була присутня на відкритті майданчика для пляжного волейболу, відвідала національний стадіон у Берліні, де проходив чемпіонат світу з футболу, і який іще був побудований Гітлером у 1934 році. А в останній день запрошення було отримано від Європейської школи з Кьонігс Вюстерхаузен, учні якої виявили бажання мати партнерів по Євроклубу з України.
1 травня 2010 року від імені бургомістра Уве Пфайффера та громади з Міттенвальде були передані в подарунок два автомобілі марки «Mercedes» — пожежного та швидкої допомоги як дарунок на честь святкування 600-річчя Махнівки (Комсомольського). Перебування делегації з Міттенвальде у складі 13 осіб в Україні, у громаді Комсомольського. Навчання пожежників з Комсомольського, відвідування школи, відкриття «Євроклубу».

## Міста-побратими
Старе Място, Польща (2004)
Міттенвальде, Німеччина (2005)

## Відомі постаті
Уродженці села:
- Феофіл Китаївський — український святий, Христа ради юродивий.
- Володимир Антонович — історик-етнограф.
- Павло Мрежук — заслужений артист України; музикант, співак, композитор, поет (народився 22 листопада 1969 року). Закінчив Тульчинське училище культури. Учасник: всеукраїнського конкурсу сучасної естрадної пісні «Пісенний вернісаж-98», міжнародного конкурсу молодих виконавців естрадної пісніВітебськ 99, IV фестивалю української пісні «Бучинські фестини». Лауреат Всеукраїнських конкурсів «На хвилях Світязя» ім. Володимира Івасюка.
- Вітківський Валерій Леонідович (1974—2015) — солдат Збройних сил України, учасник російсько-української війни.
- Кулак Василь Григорович — головний тренер збірної України з важкої атлетики, заслужений тренер України. Народився 1947 року. У молодших класах Василь Кулак ходив серед відмінників, у старших, ставши першим татовим помічником, не мав часу просиджувати над книгами. Після десятирічки Василь і Віктор вирішили вступати до Бердичівського механічного технікуму. Служив в Естонії (війська протиповітряної оборони). Захищати честь Вітчизни часто доводилось на спортивних помостах. Сержанта-спортсмена, який демобілізувався з армії, у Козятинському радгоспі «Здобуток Жовтня» із радістю взяли на роботу інструктором зі спорту. Згодом молодь села обрала його секретарем комсомольської організації. Пізніше В. Г. Кулак вступив до трирічної школи тренерів при Київському інституті фізичної культури і спорту. Після закінчення школи, майстра спорту з важкої атлетики Кулака призначили викладачем кафедри важкої атлетики цього інституту. (тут здобув вищу освіту). У 1992 році В. Г. Кулак виграв конкурс на заміщення вакантної посади тренера збірної команди України з важкої атлетики. У 1996 році на Олімпійських іграх у Атланті вихованці: Тимур Таймазов здобув для України золото, Денис Готфрід — срібло. У 2000  році в Сиднеї серед чемпіонів українських важкоатлетів не було. У 2004 році в Афінах олімпійське золото здобув Анатолій Скакун, срібло — Ігор Разорьонов. У 1993 році на чемпіонаті світу в Мельбурні команда наших важкоатлетів вперше стала чемпіоном світу в незалежній Україні. У 1993 та 1994 роках був визнаний найкращим світовим тренером з важкої атлетики. Тренує українську жіночу важкоатлетичну збірну, вихованки брали участь у 2008 році на Олімпійських іграх у Пекіні.
- Данилюк Іван Григорович (20.05.1910—10.02.1987) — лікар-хірург&, заслужений лікар України. Проживав та займався лікарською діяльністю. Народився в с. Білопілля Козятинського району Вінницької області в багатодітній сім'ї. Успішно закінчив семирічну школу і поступив у Житомирське фельдшерсько-акушерське училище. По закінченню, в 1930 р. отримує призначення фельдшера в Козятинську районну лікарню. Попрацювавши три роки, був призваний до лав радянської армії. У 1934 році після демобілізації повертається знову в Козятинський район і готується до вступу у вищий медичний заклад. У 1935 році поступає до Московського медичного інституту. Навчання в інституті успішно поєднує з роботою фельдшера в інституті невідкладної хірургії, де познайомився зі своєю майбутньою дружиною і вірною подругою Антоніною Вікторівною Мякаєвою, яка була поряд з ним все життя. Після закінчення інституту у 1940 році, молода пара одружується і згідно з направленням їдуть у Перемишлянську районну лікарню Калузької області. Його призначають головним лікарем, і саме в цій лікарні, вперше в своїй медичній практиці, він почав самостійно оперувати в організованому ним хірургічному відділені, його дружина — фельдшер-акушер.тЛікар-хірург мріяв займатися науковою діяльністю, але розпочалася німецько-радянська війна. Іван Григорович працював хірургом на посаді начальника медсанбату по 1948 рік. Після демобілізації — головний лікар Багринівської сільської районної лікарні Літинського району. Лише через вісім років він повертається в рідні місця на посаду головного лікаря Комсомольської районної лікарні. В селі Комсомольському (Махнівка) лікарня була зруйнована, лікарняні палати розгорнуті в пристосованих приміщеннях Бродецького цукрового заводу. З ініціативи Івана Григоровича розпочалося будівництво нової лікарні. За зразкову працю у 1957 році президія Верховної Ради УРСР присвоїла звання «Заслуженого лікаря України». Крім цього почесного звання лікар був нагороджений орденами: «Жовтневої революції», «Вітчизняної війни», «Червоної Зірки», медалями: «Ветеран праці», «25 років Перемоги в Великій Вітчизняній війні», «Пам'ятною медаллю М. І. Пирогова», «Пам'ятною медаллю Радянського комітету миру СРСР», «Пам'ятною медаллю Ради ветеранів війни СРСР». Лікарській діяльності І. Г. Данилюка присвятив свою книгу «В твоїх руках життя» письменник-земляк Борис Васильович Янчук (1964). У 1987 році Іван Данилюк тяжко захворів і помер. Похований в селі Махнівка.
- Клішевич Борис Антонович (15.06.1939—04.02.2025) — перший начальник Військово-медичного відділення НМУ імені О. Богомольця, відомий хірург, доктор медичних наук, професор кафедри військової хірургії Української військово-медичної академії, полковник медичноі служби у відставці, лікар-патолог, доктор медичних наук (1992), професор (2003). Народився в селі Комсомольське (Махнівка) Козятинського району. Закінчив Тернопільский медичний інститут (1962), Військово-медичну академію (1971). З 1962 року працював лікарем. З 1993 року — в Українській військово-медичній академії, начальник Військово-медичного інституту (до 1997), відтоді — професор кафедри військової хірургії. Його наукові дослідження були присвячені широкому колу актуальних проблем планової і невідкладної хірургії: клінічна патологія, організація лікувально-евакуаційного забезпечення Збройних сил України в мирний та воєнний час, проблеми військово-медичної науки й освіти в Україні.
- Леонтюк Леонід Вікторович (1971—2016) — молодший сержант Збройних сил України, учасник російсько-української війни.
- Петрушкевич Антоніна Кирилівна (нар. 1962) — українська поетеса-піснярка.

Похований:
- Тимко Падура — видатний українсько-польський поет, музикант. Автор пісні «Гей, соколи».